# Saison 2022-2023 de l'Union Bordeaux Bègles
Cette page présente la saison 2022-2023 de l'Union Bordeaux Bègles en Top 14 et en Champions Cup.

## Entraîneurs
- Christophe Urios : manager général (jusqu'au 16 novembre 2022)
- Frédéric Charrier : trois-quarts et attaque
- Julien Laïrle : avants et défense
- Jean-Baptiste Poux : mêlée
- Heini Adams : skills
- Laurent Cardona : arbitrage
- Christophe Laussucq : coordination[1]

## Effectif
| Nom                       | Poste                  | Naissance         | Nationalité sportive             | Sélections | Dernier club        | Arrivée au club (année) |
| ------------------------- | ---------------------- | ----------------- | -------------------------------- | ---------- | ------------------- | ----------------------- |
| Ugo Boniface              | Pilier                 | 21 juillet 1998   | France                           | -          | Aviron bayonnais    | 2022                    |
| Vadim Cobîlaș             | Pilier                 | 30 juillet 1983   | Moldavie                         |            | Sale Sharks         | 2016                    |
| Sipili Falatea            | Pilier                 | 4 juillet 1997    | France                           |            | ASM Clermont        | 2022                    |
| Lekso Kaulashvili         | Pilier                 | 27 août 1992      | Géorgie                          |            | Stade rochelais     | 2018                    |
| Jefferson Poirot          | Pilier                 | 1er novembre 1992 | France                           |            | CA Brive            | 2012                    |
| Ben Tameifuna             | Pilier                 | 30 novembre 1991  | Tonga                            |            | Racing 92           | 2020                    |
| Christopher Vaotoa        | Pilier                 | 16 novembre 1996  | France                           | -          | US Montauban        | 2022                    |
| Pablo Dimcheff            | Talonneur              | 1er juillet 1999  | Argentine                        | -          | Soyaux Angoulême XV | 2021                    |
| Maxime Lamothe            | Talonneur              | 3 octobre 1998    | France                           | -          | Aviron bayonnais    | 2020                    |
| Clément Maynadier         | Talonneur              | 11 octobre 1988   | France                           |            | SC Albi             | 2013                    |
| Cyril Cazeaux             | Deuxième ligne         | 10 février 1995   | France                           |            | US Dax              | 2015                    |
| Jandré Marais             | Deuxième ligne         | 14 juin 1989      | Afrique du Sud                   | -          | Sharks              | 2013                    |
| Kane Douglas              | Deuxième ligne         | 1er juin 1989     | Australie                        |            | Queensland Reds     | 2018                    |
| Guido Petti               | Deuxième ligne         | 17 novembre 1994  | Argentine                        |            | Jaguares            | 2020                    |
| Alban Roussel             | Deuxième ligne         | 11 septembre 1998 | France                           | -          | USA Perpignan       | 2021                    |
| Thomas Jolmès             | Deuxième ligne         | 8 octobre 1995    | France                           |            | RC Toulon           | 2021                    |
| Petero Mailulu            | Deuxième ligne         | 26 juillet 2002   | Fidji                            | -          | Te Puke Sports      | 2021                    |
| Pierre Bochaton           | Troisième ligne aile   | 17 avril 2001     | France                           | -          | US bressane         | 2021                    |
| Corentin Coularis         | Troisième ligne        | 29 août 2002      | France                           | -          | Formé au club       | 2022                    |
| Mahamadou Diaby           | Troisième ligne aile   | 15 août 1990      | France                           | -          | FC Grenoble         | 2017                    |
| Jean-Baptiste Lachaise    | Troisième ligne aile   | 26 avril 2001     | France                           | -          | Formé au club       | 2019                    |
| Antoine Miquel            | Troisième ligne aile   | 20 juin 1994      | France                           | -          | Stade toulousain    | 2022                    |
| Caleb Timu                | Troisième ligne centre | 22 février 1994   | Australie                        |            | Sans club           | 2022                    |
| Bastien Vergnes-Taillefer | Troisième ligne centre | 13 juin 1997      | France                           | -          | Colomiers rugby     | 2021                    |
| Joseph Exshaw             | Demi de mêlée          | 10 février 2003   | France                           | -          | Formé au club       | 2022                    |
| Jules Gimbert             | Demi de mêlée          | 2 mars 1998       | France                           | -          | Formé au club       | 2017                    |
| Yann Lesgourgues          | Demi de mêlée          | 17 janvier 1991   | France                           | -          | Biarritz Olympique  | 2014                    |
| Maxime Lucu               | Demi de mêlée          | 12 janvier 1993   | France                           |            | Biarritz olympique  | 2019                    |
| Mateo Garcia              | Demi d'ouverture       | 8 juillet 2002    | France                           | -          | Aviron bayonnais    | 2021                    |
| Zack Holmes               | Demi d'ouverture       | 30 mai 1990       | Australie                        | -          | Stade toulousain    | 2022                    |
| Matthieu Jalibert         | Demi d'ouverture       | 6 novembre 1998   | France                           |            | Formé au club       | 2017                    |
| Jean-Baptiste Dubié       | Centre                 | 16 juillet 1989   | France                           | -          | Stade montois       | 2015                    |
| Rémi Lamerat              | Centre                 | 14 janvier 1990   | France                           |            | ASM Clermont        | 2019                    |
| Yoram Moefana             | Centre                 | 18 juillet 2000   | France                           |            | Colomiers rugby     | 2019                    |
| Federico Mori             | Centre                 | 13 octobre 2000   | Italie                           |            | Zebre Rugby         | 2021                    |
| Pablo Uberti              | Centre                 | 19 octobre 1997   | France                           | -          | FC Grenoble         | 2020                    |
| Tani Vili                 | Centre                 | 31 octobre 2000   | France                           | -          | ASM Clermont        | 2022                    |
| Louis Bielle-Biarrey      | Ailier                 | 19 juin 2003      | France                           | -          | FC Grenoble         | 2021                    |
| Santiago Cordero          | Ailier                 | 6 décembre 1993   | Argentine                        |            | Exeter Chiefs       | 2019                    |
| Geoffrey Cros             | Ailier                 | 8 mars 1997       | France                           | -          | Tarbes PR           | 2016                    |
| Gatien Massé              | Ailier                 | 2 mai 2002        | France                           | -          | Formé au club       | 2021                    |
| Madosh Tambwe             | Ailier                 | 12 mai 1997       | République démocratique du Congo | -          | Bulls               | 2022                    |
| Romain Buros              | Arrière                | 31 juillet 1997   | France                           | -          | Section paloise     | 2018                    |
| Nans Ducuing              | Arrière                | 6 novembre 1991   | France                           |            | USA Perpignan       | 2015                    |

### Arrivées en cours de saison
| Nom                | Poste                  | Naissance       | Nationalité sportive    | Sélections | Dernier club     | Arrivée au club                                                                       |
| ------------------ | ---------------------- | --------------- | ----------------------- | ---------- | ---------------- | ------------------------------------------------------------------------------------- |
| Renato Giammarioli | Troisième ligne centre | 23 mars 1995    | Italie                  |            | Zebre Rugby      | octobre 2022                                                                          |
| Tom Willis         | Troisième ligne centre | 18 janvier 1999 | Angleterre              | -          | Wasps            | novembre 2022                                                                         |
| Connor Sa          | Talonneur              | 22 janvier 2002 | Nouvelle-Zélande France | -          | US Carcassonne   | décembre 2022 (prêt après la blessure de Pablo Dimcheff)                              |
| Gabriel Oghre      | Talonneur              | 25 mai 1998     | Angleterre              | -          | Leicester Tigers | janvier 2023 (joker médical après la blessure de Pablo Dimcheff)                      |
| Nicolas Depoortère | Centre                 | 13 janvier 2003 | France                  | -          | Espoir UBB       | décembre 2022                                                                         |
| Hugo Zabalza       | Demi de mêlée          | 12 avril 2000   | France                  | -          | RC Vannes        | janvier 2023, joker médical après les blessures de Yann Lesgourgues et de Maxime Lucu |

## Saison

### Matchs amicaux de préparation
- Aviron bayonnais - Union Bordeaux Bègles :  25-10
- ASM Clermont - Union Bordeaux Bègles :  14-17

### Top 14
| - Union Bordeaux Bègles - Stade toulousain : 25-26 - Montpellier HR - Union Bordeaux Bègles : 29-19 - Union Bordeaux Bègles - Castres olympique : 33-12 - Aviron bayonnais - Union Bordeaux Bègles : 20-15 - Union Bordeaux Bègles - Stade français : 15-10 - Lyon OU - Union Bordeaux Bègles : 36-21 - Union Bordeaux Bègles - Racing 92 : 29-17 - ASM Clermont - Union Bordeaux Bègles : 23-23 - Union Bordeaux Bègles - RC Toulon : 27-26 - Section paloise - Union Bordeaux Bègles : 33-7 - USA Perpignan - Union Bordeaux Bègles : 23-20 - Union Bordeaux Bègles - CA Brive : 33-13 - Stade rochelais - Union Bordeaux Bègles : 8-12 | - Union Bordeaux Bègles - Montpellier HR : 40-10 - Castres olympique - Union Bordeaux Bègles : 23-18 - Union Bordeaux Bègles - Aviron bayonnais : 23-15 - Stade français - Union Bordeaux Bègles : 12-6 - Union Bordeaux Bègles - ASM Clermont : 18-9 - Union Bordeaux Bègles - USA Perpignan : 43-7 - CA Brive - Union Bordeaux Bègles : 7-28 - Union Bordeaux Bègles - Stade rochelais : 6-36 - Racing 92 - Union Bordeaux Bègles : 31-28 - Union Bordeaux Bègles - Lyon OU : 23-9 - Stade toulousain - Union Bordeaux Bègles : 31-17 - Union Bordeaux Bègles - Section paloise : 28-0 - RC Toulon - Union Bordeaux Bègles : 35-19 |

#### Phase qualificative: évolution du classement
Pour des raisons techniques, il est temporairement impossible d'afficher le graphique qui aurait dû être présenté ici.

#### Classement Top 14
| Rang | Club                  | J  | V  | N | D  | Bo | Bd | Pm  | Pe  | Diff | Pts |
| ---- | --------------------- | -- | -- | - | -- | -- | -- | --- | --- | ---- | --- |
| 1    | Stade toulousain      | 26 | 17 | 1 | 8  | 9  | 2  | 682 | 474 | +208 | 81  |
| 2    | Stade rochelais       | 26 | 17 | 0 | 9  | 7  | 3  | 673 | 479 | +194 | 78  |
| 3    | Lyon OU               | 26 | 14 | 1 | 11 | 4  | 5  | 690 | 626 | +64  | 67  |
| 4    | Stade français Paris  | 26 | 13 | 2 | 11 | 5  | 6  | 616 | 480 | +136 | 67  |
| 5    | Racing 92             | 26 | 14 | 1 | 11 | 5  | 3  | 734 | 684 | +50  | 66  |
| 6    | Union Bordeaux Bègles | 26 | 13 | 1 | 12 | 4  | 5  | 576 | 501 | +75  | 63  |
| 7    | RC Toulon             | 26 | 14 | 0 | 12 | 3  | 2  | 588 | 557 | +31  | 61  |
| 8    | Aviron bayonnais P    | 26 | 13 | 1 | 12 | 2  | 2  | 596 | 662 | -66  | 58  |
| 9    | Castres olympique     | 26 | 13 | 1 | 12 | 1  | 2  | 532 | 635 | -103 | 57  |
| 10   | ASM Clermont          | 26 | 11 | 1 | 14 | 4  | 6  | 588 | 627 | -39  | 56  |
| 11   | Montpellier HR        | 26 | 11 | 0 | 15 | 4  | 6  | 624 | 617 | +7   | 54  |
| 12   | Section paloise       | 26 | 10 | 1 | 15 | 5  | 5  | 591 | 634 | -43  | 52  |
| 13   | USA Perpignan         | 26 | 10 | 0 | 16 | 0  | 3  | 503 | 726 | -223 | 43  |
| 14   | CA Brive              | 26 | 7  | 0 | 19 | 1  | 7  | 440 | 731 | -291 | 36  |

#### Phases finales
- Quart de finale : Lyon OU - Union Bordeaux Bègles :  25-32
- Demi finale : Stade rochelais - Union Bordeaux Bègles :  24-13

### Champions Cup

#### Phase de poules
Dans la Champions Cup, l'Union Bordeaux Bègles fait partie de la poule A et est opposée aux Anglais du Gloucester et aux Sud-africains des Sharks.
| - Gloucester - Union Bordeaux Bègles : 22-17 - Union Bordeaux Bègles - Sharks : 16-19 | - Sharks - Union Bordeaux Bègles : 30-3 - Union Bordeaux Bègles - Gloucester : 17-30 |

| Rang | Club                  | J | V | N | D | Bo | Bd | Pm  | Pe  | Diff | Pts |
| ---- | --------------------- | - | - | - | - | -- | -- | --- | --- | ---- | --- |
| 1    | Leinster              | 3 | 3 | 0 | 0 | 3  | 0  | 148 | 24  | +124 | 15  |
| 2    | Sharks                | 3 | 3 | 0 | 0 | 2  | 0  | 90  | 50  | +40  | 14  |
| 3    | Saracens              | 3 | 3 | 0 | 0 | 2  | 0  | 106 | 74  | +32  | 14  |
| 4    | Exeter Chiefs         | 3 | 2 | 0 | 1 | 2  | 1  | 99  | 65  | +34  | 11  |
| 5    | Édimbourg Rugby       | 3 | 2 | 0 | 1 | 2  | 1  | 91  | 71  | +20  | 11  |
| 6    | Bulls                 | 3 | 2 | 0 | 1 | 2  | 0  | 95  | 108 | -13  | 10  |
| 7    | Harlequins            | 3 | 1 | 0 | 2 | 2  | 1  | 74  | 79  | -5   | 7   |
| 8    | Racing 92             | 3 | 1 | 0 | 2 | 0  | 1  | 50  | 85  | -35  | 5   |
| 9    | Gloucester RFC        | 3 | 1 | 0 | 2 | 1  | 0  | 36  | 123 | -87  | 5   |
| 10   | Lyon OU               | 3 | 0 | 0 | 3 | 2  | 1  | 84  | 118 | -34  | 3   |
| 11   | Union Bordeaux Bègles | 3 | 0 | 0 | 3 | 0  | 2  | 36  | 73  | -37  | 2   |
| 12   | Castres olympique     | 3 | 0 | 0 | 3 | 0  | 0  | 53  | 81  | -28  | 0   |

## Statistiques

### Championnat de France
| Rang | Joueur            | Poste            | Points | Essais | Transf. | Pén. | Drops |
| ---- | ----------------- | ---------------- | ------ | ------ | ------- | ---- | ----- |
| 1    | Matthieu Jalibert | Demi d'ouverture | 112    | 2      | 12      | 26   | 0     |
| 2    | Madosh Tambwe     | Ailier           | 30     | 6      |         |      |       |
| 3    | Zack Holmes       | Demi d'ouverture | 23     |        | 7       | 3    |       |

| Rang | Joueur          | Poste           | Essais |
| ---- | --------------- | --------------- | ------ |
| 1    | Madosh Tambwe   | Ailier          | 6      |
| 2    | Mahamadou Diaby | Troisième ligne | 3      |
| 3    | Federico Mori   | Centre          | 3      |

### Champions Cup
| Rang | Joueur            | Poste            | Points |
| ---- | ----------------- | ---------------- | ------ |
| 1    | Jules Gimbert     | Demi de mêlée    | 13     |
| 2    | Zack Holmes       | Demi d'ouverture | 10     |
| 3    | Matthieu Jalibert | Demi d'ouverture | 7      |

| Rang | Joueur             | Poste                  | Essais |
| ---- | ------------------ | ---------------------- | ------ |
| 1    | Ugo Boniface       | Pilier                 | 1      |
| 1    | Sipili Falatea     | Pilier                 | 1      |
| 1    | Renato Giammarioli | Troisième ligne centre | 1      |
| 1    | Jules Gimbert      | Demi de mêlée          | 1      |
| 1    | Tom Willis         | Troisième ligne centre | 1      |

## Espoirs
Au cours de cette saison, les espoirs de l'Union Bordeaux Bègles atteignent la finale du championnat. Durant cette rencontre face au Stade toulousain, les Girondins marquent un essai, inscrit par Gatien Massé, mais sont largement battus sur le score de 43 à 7,,.
| 11 juin 2023 | Union Bordeaux Bègles                                       | 7 - 43 (0 – 20) | Stade toulousain | Stade Lajunie à Bon-Encontre |
| 11 juin 2023 | Essai(s) : 1 Massé (43e) Transformation(s) : 1 Gagnac (44e) |                 | Essai(s) : 4 Ntamack (23e), Costes (34e), Gourgues (72e), Pouzelgues (79e) Transformation(s) : 4 Retière (23e, 34e, 72e, 79e) Pénalité(s) : 4 Retière (4e, 32e, 66e, 70e) Drop(s) : 1 Retière (54e) | Stade Lajunie à Bon-Encontre |
| 11 juin 2023 |                                                             |                 | | Stade Lajunie à Bon-Encontre |

| Union Bordeaux Bègles Titulaires 15 Nathan Gagnac 14 Maël Moustin 13 Émilien Trézières 12 Gatien Massé 11 Arthur Martin 10 Joseph Exshaw 90 Antonin Marinot 80 Sirius Permal 70 Corentin Coularis (cap.) 60 Romain Gardrat 50 Jules Dussutour 40 Petero Mailulu 30 Zaccharie Affane 20 Matéo Saint-Germain 10 Yahnis El Maslouhi Remplaçants 16 Léo Chauvin 17 Jude Trarieux 18 Théo Roumégoux 19 Matéo Lavaselé 20 Kerlann Le Roux 21 Jean Delbecq 22 Silouane Bouché 23 Younès Bekhti Entraîneur Michel Maillet Frédéric Garcia Richard Darrambide |  | Stade toulousain Titulaires Kalvin Gourgues 15 Naïm Ben Alla 14 Etonia Bainivalu 13 Paul Costes 12 Célian Pouzelgues 11 Edgar Retière 10 Ruben Maka 09 Théo Ntamack 08 Clément Sentubéry (cap.) 07 Mathis Castro-Ferreira 06 Clément Vergé 05 Bastien Gest 04 Malachi Hawkes 03 Ian Boubila 02 Hugo Reilhes 01 Remplaçants Thomas Lacombre 16 Benjamin Bertrand 17 Hugo Descube 18 Lomig Jouanny 19 Enzo Moreau 20 Benjamin Descamps 21 Mathieu Galtier 22 Nicolas Fenuafanote 23 Entraîneur Virgile Lacombe Sam Lacombe Jerome Kaino |